# دخيل الله الوقداني

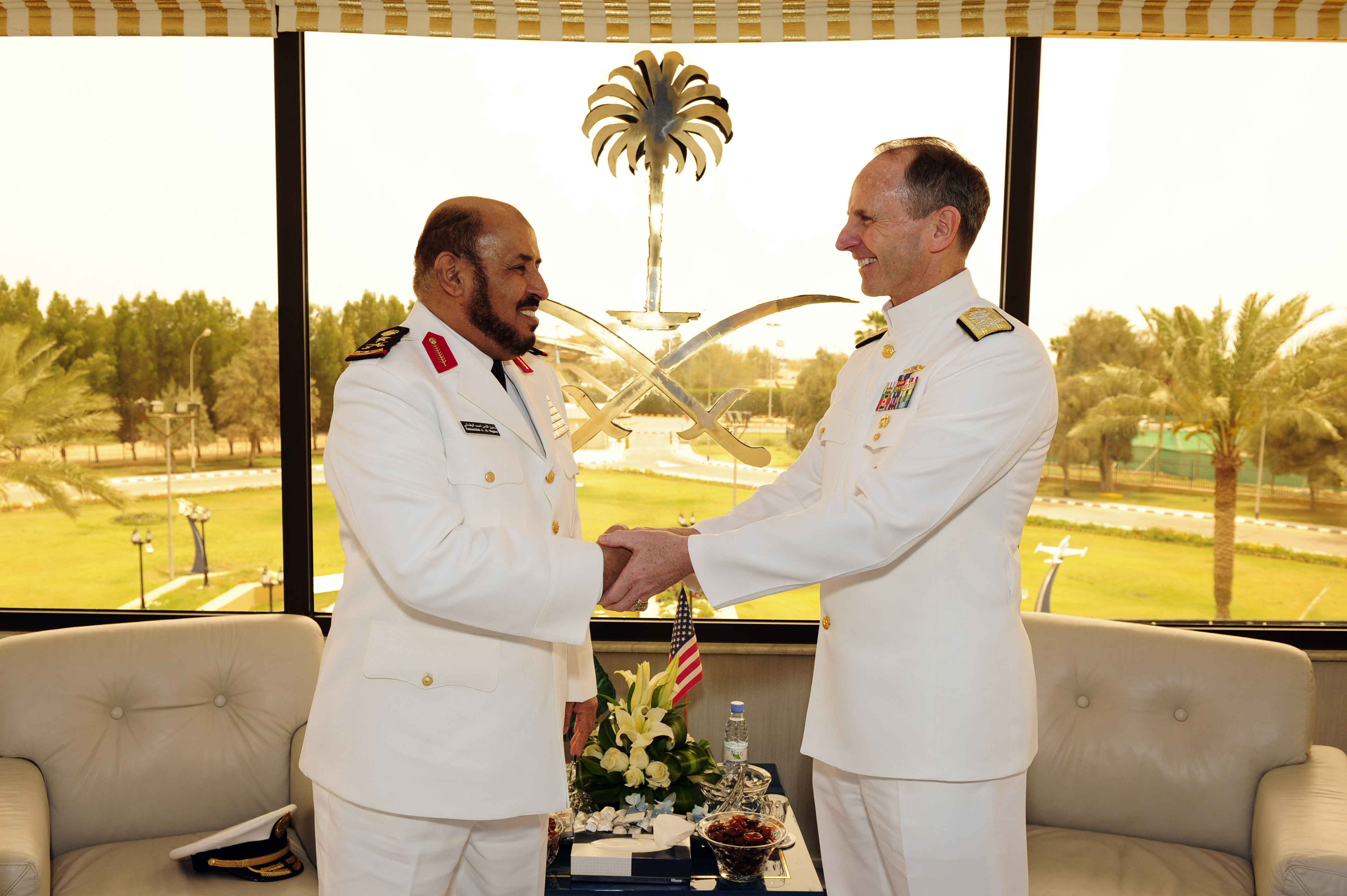
مصافحة الفريق الركن «دخيل الله الوقداني» للأميرال «جوناثان غيرنرت»

الفريق الركن دخيل الله بن أحمد الوقداني العتيبي  قائد القوات البحرية الملكية السعودية منذ 25-5-1431هـ، حتى 15-07-1435هـ الموافق 14 مايو 2014م  ، وكان قد تسلم بعض المهام القيادية في القوات البحرية السعودية من قبل، فكان قائداً للأسطول الغربي، ، ثم نائبا لقائد القوات البحرية.